# مسابقات جهانی ژیمناستیک ریتمیک ۱۹۷۷
مسابقات جهانی ژیمناستیک ریتمیک ۱۹۷۷ هشتمین دوره مسابقات جهانی ژیمناستیک ریتمیک است که در بازل، سوئیس از ۱۳ تا ۱۶ اکتبر ۱۹۷۷ میلادی برگزار شده است.

## جدول مدال‌ها
| رتبه | کشور               | طلا | نقره | برنز | مجموع |
| ۱    | اتحاد جماهیر شوروی | ۶   | ۴    | ۱    | ۱۱    |
| ۲=   | بلغارستان          | ۰   | ۱    | ۲    | ۳     |
| ۲=   | چکسلواکی           | ۰   | ۱    | ۲    | ۳     |
| ۴    | آلمان غربی         | ۰   | ۱    | ۰    | ۱     |